# Lara Bohinc
Lara Bohinc, MBE, slovenska oblikovalka nakita, * 1972, Ljubljana.
Odraščala je v družini sodnice in gradbenega inženirja. Za nakit se je, pod vplivom babic, navdušila že v otroštvu. Pri šestnajstih letih je nastopila v filmu Remington režiserja Damjana Kozoleta.
Po diplomi iz industrijskega oblikovanja na ljubljanski Akademiji za likovno umetnost in oblikovanje je nadaljevala študij na Kraljevem kolidžu za umetnost (Royal College of Arts) v Londonu, za katerega je dobila štipendijo britanskega zunanjega ministrstva in slovenskega ministrstva za kulturo »Valvasor-Chevening«. Na kolidžu je zaključila študij oblikovanja nakita in kovin. Od takrat živi in deluje v Londonu.
Pozornost je vzbudila že med študijem in nekaj časa delala za podjetja, kot so Gucci, Costume National, Lanvin ter Julien Macdonald, nato pa je ustanovila lastno podjetje Lara Boeing 747; kasneje je zaradi pritožbe korporacije Boeing morala spremeniti blagovno znamko in zdaj trži svoje kreacije pod imenom Lara Bohinc 107. Sprva se je posvečala zgolj nakitu, kasneje pa se je lotila tudi oblikovanja drugih modnih dodatkov in uporabnih predmetov za dom. Uveljavila se je s prestižnimi kreacijami, ki jih komentatorji opisujejo kot »dinamične« in »eklektične«, s pridihom art déco. Nosile so jih zvezdnice in druge javne osebnosti (med njimi tudi Madonna, Kate Moss, Cameron Diaz, Sarah Jessica Parker, Victoria Beckham,...).
Leta 2012 je dobila naziv članice reda britanskega imperija.